# Алтайский государственный аграрный университет
Алтайский государственный аграрный университет — отраслевое многопрофильное высшее учебное заведение в Барнауле, один из старейших вузов Алтая. Учредитель - Министерство сельского хозяйства Российской Федерации. Расположен в 12 учебных корпусах. Главный корпус и корпус № 4 находятся на проспекте Красноармейском в Железнодорожном районе, ещё несколько — на Демидовской площади, улице Молодёжной и в поселке Власиха (пригород Барнаула). Университетский кампус включает в себя 5 общежитий, рассчитанных на проживание 2300 студентов.
За 80 лет работы Алтайским государственным аграрным университетом подготовлено более 68 тысяч специалистов для АПК СССР, а затем России и стран Центральной Азии. Из них 9 человек стали Героями Социалистического труда, 8 — лауреатами государственных премий.

## История
До 1991 года — Алтайский сельскохозяйственный институт. Был организован в 1943 году на базе эвакуированного Пушкинского сельскохозяйственного института и состоял всего лишь из двух факультетов: агрономического и зоотехнического. Сначала институт размещался в поселке Павловск, в 1944 году был переведен в Барнаул.
В 1947 году открыт факультет заочного обучения, в 1950 году — факультет механизации сельскохозяйственного производства и аспирантура. В 1961 году началась подготовка бухгалтеров и экономистов, в 1962 году — ветеринарных врачей, в 1966 году создан факультет повышения квалификации, в 1969 году — подготовительное отделение, в 1980 году — факультет водного хозяйства и дорожного строительства.
В 1991 году Алтайский сельскохозяйственный институт одним из первых вузов Алтая получил статус университета.
В настоящее время в вузе работают 7 факультетов, Центр гуманитарного образования, Центр среднего профессионального образования, 25 кафедр и 11 филиалов кафедр на предприиятиях АПК и перерабатывающей промышленности Алтайского края. Обучение ведется по 8 укрупненным группам специальностей/направлений подготовки.
С 2022 г. ведется набор по 7 программам среднего профессионального образования. В 2023 г. Алтайский государственный аграрный университет, единственный из аграрных вузов РФ и вузов Алтайского края, стал победителем федеральной программы "Профессионалитет" и получил 130 млн рублей на развитие образовательных программ СПО.

## Кадры
Обеспечивают основную деятельность более 200 научно-педагогических работников, в т.ч. с научной степенью 180, в их числе 33 доктора наук, 13 заслуженных работников и деятелей Российской Федерации.
В настоящее время в Университете обучаются 4700 студентов из 32 регионов РФ, в т.ч. около 200 иностранных студентов из 5 стран (Казахстан, Кыргызстан, Таджикистан, Туркменистан, КНР).

## Руководство вуза
- Ректор (врио) — кандидат сельскохозяйственных наук Владимир Александрович Плешаков
- Проректор по учебной работе — кандидат сельскохозяйственных наук, доцент Сергей Иванович Завалишин
- Проректор по научной и инновационной работе —  кандидат технических наук, доцент Андрей Алексеевич Смышляев
- Проректор по воспитательной работе и молодежной политике — Владимир Денисович Томчук

## Структура

### Факультеты
- Агрономический
- Биолого-технологический
- Ветеринарной медицины
- Инженерный
- Природообустройства
- Экономический
- Заочного обучения

### Центры
- Гуманитарного образования

### Научные и научно-образовательные учреждения
- НИИ химизации сельского хозяйства
- Учебно-опытная сельскохозяйственная станция
- Учебно-консультационный центр Алтайского кластера аграрного машиностроения им. А.А. Ежевского
- Учебно-опытная племенная конеферма
- Центр компетенций развития органической и «зеленой» продукции Роскачества в Алтайском крае

### Центры дополнительного образования
- Автошкола АГАУ
- Летная школа АГАУ (обучение управлению БПЛА).

## Основная деятельность
- Реализация образовательных программ довузовского, высшего и послевузовского профессионального образования
- Осуществление подготовки, переподготовки и повышения квалификации работников высшей квалификации, научных, научно-педагогических работников
- Научно-исследовательская и инновационная деятельность
- Оказание информационных и консультационных услуг
- Издательская деятельность

## Рейтинги
Вуз занимает 31-е место в Локальном рейтинге вузов Сибирского федерального округа (2024 г.) по версии рейтингового агентства "РАЭКС Аналитика".

## Ректоры
- 1943—1946 Максим Лукьянов
- 1946—1951 Иван Михеев
- 1951—1973 Евгений Давыдов
- 1974—1977 Иван Крыжка
- 1977—1978 Борис Мартемьянов
- 1978—1982 Леонид Войтов
- 1983—1987 Владислав Шешин
- 1987—1997 Николай Бондарчук
- 1997—2004 Юрий Загороднев
- 2004—2009 Сергей Золотарёв
- 2009—2014 Сергей Макарычев
- 2014—2025 Николай Колпаков
- 2025 - Владимир Плешаков

## Известные выпускники
Аксёнов, Николай Федорович (1928-1985), советский партийный и государственный деятель, в 1976—1985 годах — первый секретарь Алтайского крайкома КПСС.
Антонова, Ольга Ивановна (р. 1941), доктор сельскохозяйственных наук, профессор,  директор Научно-исследовательского института химизации сельского хозяйства и агроэкологии Алтайского ГАУ.
Бабарыкин, Николай Никитович (1923-1978), председатель колхоза «Родина» Шипуновского района Алтайского края, Герой Социалистического Труда.
Вернигора, Владимир Сергеевич (1937-2016), российский политический деятель. Депутат Государственной Думы второго созыва (1995—1999).
Георгиев, Александр Васильевич (1913-1976), советский партийный и государственный деятель, первый секретарь Алтайского краевого комитета КПСС (1961-1976).
Геринг, Яков Германович (1932-1984), организатор сельскохозяйственного производства, кандидат сельскохозяйственных наук, Герой Социалистического труда (1966), председатель колхоза "30 лет Казахской ССР" в селе Константиновка Успенского района Павлодарской области КазССР (1959-1984), депутат Верховного Совета СССР 8-го созыва (1970-1974) и Верховного Совета Казахской ССР 10-го созыва (1980-1984).
Горный, Юрий (р. 1941), выдающийся отечественный артист оригинального жанра, менталист, мнемонист, член Комиссии по борьбе с лженаукой и фальсификацией научных исследований при Президиуме Российской академии наук.
Заполев, Михаил Михайлович (р. 1946), российский политический деятель, Депутат Государственной Думы IV и V созывов (2003-2008), VI созыва (2011-2016).
Золотарев, Сергей Васильевич (р. 1957), советский и российский ученый, доктор технических наук, профессор, ректор Алтайского ГАУ (2004-2009).
Литвинов, Станислав Степанович (1946-2018), российский ученый в области овощеводства, академик РАН (2013), РАСХН (1999), доктор сельскохозяйственных наук (1995), профессор (2004). Лауреат Государственной премии РФ (2003). Заслуженный агроном РСФСР (1982).
Лукьянов, Александр Николаевич (р. 1961), заместитель Председателя Правительства Алтайского края (2010 - н.в.).
Лоор, Иван Иванович (р. 1955), Депутат Государственной думы VII созыва, член комитета Госдумы по аграрным вопросам, член фракции «Единая Россия». В 2008—2016 гг. председатель Алтайского краевого Законодательного Собрания, Почетный профессор АГАУ (2013).
Иванов, Анатолий Николаевич (р. 1958), крупный российский предприниматель, организатор сельскохозяйственного производства, кандидат сельскохозяйственных наук, Заслуженный работник сельского хозяйства Российской Федерации.
Кнорр, Андрей Филиппович (р. 1957), российский государственный и политический деятель. Депутат Государственной Думы Федерального Собрания России IV и V созывов. Заместитель Губернатора Томской области по агропромышленной политике и природопользованию (с 2012 года).
Колпаков, Николай Анатольевич (р. 1963), российский ученый-овощевод, доктор сельскохозяйственных наук, ректор Алтайского ГАУ (2014-2025). Почетный работник высшего профессионального образования.
Колыхалов, Геннадий Иванович (р. 1938), организатор сельскохозяйственного производства на Алтае, Герой Социалистического Труда.
Муравлев, Анатолий Степанович (р. 1951), известный российский журналист, член Союза писателей России (2016). Выпускник Зоотехнического факультета (1973).
Назарчук, Александр Григорьевич (1939-2021), министр сельского хозяйства РФ (1994-1996), председатель Алтайского краевого Совета народных депутатов (1996—2008).
Пантелеева, Елизавета Ивановна (р. 1939), советский и российский учёный-селекционер, доктор сельскохозяйственных наук (1993). Лауреат Государственной премии СССР в области науки и техники (1981).
Петерс. Яков Генрихович (1931-2009), организатор сельскохозяйственного производства на Алтае, Герой Социалистического Труда.
Райфикешт, Владимир Федорович (р. 1951), российский политический деятель, глава Администрации Алтайского края (1991-1994).
Смагин, Вадим Петрович (р. 1972), крупный российский предприниматель, депутат Алтайского краевого Законодательного Собрания.
Спицына Светлана Федоровна (1936-2021), доктор сельскохозяйственных наук, профессор, Почетный работник высшего профессионального образования РФ, одна из ведущих ученых РФ в области агрохимии микроэлементов. 
Таркаев, Анатолий Николаевич (1931-2013), организатор сельскохозяйственного производства на Алтае, Герой Социалистического труда (1973).
Хабаров, Станислав Николаевич (1938-2020), советский и российский учёный в области агроэкологии садоводства, агротехники плодовых и ягодных культур. Академик РАН.
Чаптынов, Валерий Иванович (1945-1997), советский и российский партийный и государственный деятель. Первый Глава Республики Алтай (1990–1997).
Шнайдер, Фридрих Фридрихович (1926-1995), организатор сельскохозяйственного производства на Алтае, Герой Социалистического Труда.
Шукшин, Андрей Леонтьевич (1921-1986), организатор сельскохозяйственного производства на Алтае, председатель колхоза "Россия" (Волчихинский р-он), награжден Орденом Ленина, Орденом Трудового Красного Знамени, Орденом «Знак Почёта». Выпускник агрономического факультета (1962-1968 гг.). Родной дядя выдающегося отечественного писателя, кинорежиссера и актера Василия Макаровича Шукшина (1929-1974).
Шумаков, Илья Яковлевич (1919-1981), организатор сельскохозяйственного производства на Алтае, депутат Верховного Совета СССР VIII и IX созывов (1970—1979), член Всесоюзного Совета колхозов, Герой Социалистического Труда.

## Выдающиеся отечественные учёные, чья деятельность связана с АСХИ-АГАУ
Богданов-Катьков, Николай Николаевич
Бурлакова, Лидия Макаровна
Верещагин, Виктор Иванович
Дьяков, Михаил Иудович
Каценштейн, Эвальд Эмильевич
Ларин, Иван Васильевич
Лисавенко, Михаил Афанасьевич
Наумов, Николай Александрович
Орловский, Николай Васильевич
Принц, Яков Иванович
Фалькенштейн, Борис Юльевич
Цымбалист, Василий Арсентьевич